# ホノリウス3世 (ローマ教皇)
ホノリウス3世（Honorius III, 1148年 - 1227年3月18日）はローマ教皇（在位：1216年 - 1227年）。出生名チェンツィオ・サヴェッリ（Cencio Savelli）。

## 生涯
ローマ貴族の家系に生まれた。1188年にサンタ・マリア・マッジョーレ大聖堂の律修司祭に就任、1193年に助祭枢機卿に任命された。1197年にはシチリア国王フェデリーコ1世（後の神聖ローマ皇帝フリードリヒ2世）の家庭教師も務めた。1200年、インノケンティウス3世によって司祭枢機卿に昇格、1216年のインノケンティウス3世の没後のコンクラーヴェで教皇に選ばれた。
教皇就任後は第4ラテラン公会議で決議された十字軍の結成に力を尽くし、教会や修道院へ課税したり諸外国の調停に当たった。フランス国王フィリップ2世とアラゴン国王ハイメ1世との間を調停、イングランド国王ヘンリー3世を支持、ラテン帝国皇帝ピエール2世・ド・クルトネーの戴冠者、ボヘミア教会の諸権利の擁護者としてヨーロッパの政治に卓抜した役割を果たした。1220年4月にフリードリヒ2世が息子ハインリヒ7世をローマ王に選出させた時は抗議したが、十字軍計画が流れないようにするためあまり追及せず、11月22日にフリードリヒ2世を皇帝に戴冠した。
ところが、肝心の十字軍は上手くいかず、フリードリヒ2世に十字軍の参加を約束させたが、日付を先延ばしにして約束を守ろうとはしなかった。他の王侯貴族も同じく教皇の呼びかけに答えず、ハンガリー国王アンドラーシュ2世とジャン・ド・ブリエンヌらフランス・ドイツ諸侯が結成した第5回十字軍が1217年に出発、ダミエッタを占領したが、後から参戦した教皇使節ペラギウスと諸侯との対立などで失敗に終わった。
他の地域にも十字軍派遣を命じ、レコンキスタが中断していたスペインに関心を向けた。1217年末に訪問したトレド大司教ロドリゴ・ヒメネス・デ・ラダを教皇特使に任命し十字軍を組織させたが、翌1218年のカセレス包囲、1219年・1220年の2度にわたるレケナ包囲がいずれも失敗すると、1221年にレオン王アルフォンソ9世を支援する方針に切り替え、スペインのキリスト教徒にアルフォンソ9世への助力を呼びかけたが、レオン軍も成果を挙げられなかった。一方、1226年にフランス国王ルイ8世へアルビジョア十字軍参加を求めている。
ホノリウス3世はフリードリヒ2世を次の十字軍に参加させるべく破門をちらつかせたため、1227年にフリードリヒ2世は第6回十字軍を率いることにしたが、ホノリウス3世は出発前の3月18日に死去。後継者のグレゴリウス9世は強硬派であり、十字軍の遅延を理由にフリードリヒ2世を破門したため、皇帝と教皇の関係は悪化、イタリア政策を巡って両者は対立していくことになる。なお、1285年に選出された教皇ホノリウス4世は大甥に当たる。
キリスト教の布教のためドミニコ会やカルメル会を承認、フランシスコ会の会則を認可し、ベギン会も承認、数多くの著作も生み出した。『教皇列伝』の増補、書簡集、説教集、1226年に教会法の最初の集大成である教令集『第5集令』などがある。セルビア王ステファン・ネマニッチにも王冠を授け、セルビア王国の地位を認めた。
後世、『教皇ホノリウスの奥義書』（17世紀以降）という魔法書が出回り、実は魔術師だったのではないかとの噂が生じた。これについては、教会に迫害された魔術師たちが報復のために最も正統的な教皇に罪を着せたという説や、後に異端として断罪されることになるテンプル騎士団を庇護したためではないかとする説がある。